# Reichskommissariat Belgien-Nordfrankreich
Het Reichskommissariat Belgien-Nordfrankreich (Rijkscommissariaat België en Noord-Frankrijk) was aan het eind van de Tweede Wereldoorlog een Duits burgerlijk bestuur (Duits: Zivilverwaltung) over de door nazi-Duitsland bezette gebieden in het Koninkrijk België een noordelijk deel van de Derde Franse Republiek. Het was de opvolger van het eerdere Duitse militair bestuur (Militärverwaltung in Belgien und Nordfrankreich), dat bestond van 1940 tot 1944. Er waren plannen om dit rijkscommissariaat ergens in de toekomst op te splitsen in een rijksgouw Vlaanderen (Duits: Reichsgau Flandern), een rijksgouw Wallonië (Duits: Reichsgau Wallonien) en een district Brussel (Duits: Distrikt Brüssel), maar deze zijn nooit uitgevoerd.

## Achtergrond
Er bestonden al sinds de 19e eeuw pangermaanse bewegingen die zich inzetten voor de vereniging van alle Germaanstalige Europeanen in één staat. Sinds de Duitse eenwording, tijdens de Frans-Duitse Oorlog van 1870-1871, groeide de gedachte dat Duitsland hiervan het kernland zou moeten vormen, al werd dit idee in de Vlaamse Beweging pas echt populair toen België tijdens de Eerste Wereldoorlog grotendeels door het Duitse Keizerrijk werd bezet. De Duitse Flamenpolitik stimuleerde Vlaams separatisme en de activistische groep Jong-Vlaanderen maakte zich hard voor de splitsing van België en aansluiting van Vlaanderen bij Duitsland onder Nederlandse bescherming dan wel aansluiting bij Nederland onder Duitse bescherming, waarnaar verwezen werd als een Alteutonenbond. De uit Jong-Vlaanderen opgerichte Raad van Vlaanderen verklaarde in 1917 de onafhankelijkheid van Vlaanderen, die echter dode letter bleef omdat de Duitse bezetter het niet steunde en spoedig daarna zelf werd teruggedreven door de geallieerden, die niets zagen in een onafhankelijk Vlaanderen.
De strenge naoorlogse repressie trachtte al het Vlaams-nationalisme en verwante pangermaanse strekkingen de kop in te drukken, hetgeen deels een averechts effect had, zoals bleek uit de bouw van de IJzertoren die een symbool voor het Vlaamse onafhankelijkheidsstreven werd. Vanaf de jaren 30 werden ook de Groot-Nederlandse (gepropageerd door lieden als Pieter Geyl, Staf de Clercq en Jan Derk Domela Nieuwenhuis Nyegaard) en Groot-Duitse stromingen (gepropageerd door lieden als Cyriel Verschaeve en Jef van de Wiele) weer populair bij een kleine minderheid van de Vlaamse bevolking.

## Geschiedenis
Nadat in mei 1940 nazi-Duitsland in de Slag om Frankrijk in korte tijd de Lage Landen bezette en in de drie staten een militair bestuur instelde, werd Nederland op 29 mei onder een Duits civiel bestuur geplaatst (het Reichskommissariat Niederlande) en Luxemburg op 29 juli door Duitsland geannexeerd en opgenomen in de gouw Moselland. België bleef echter samen met de Franse departementen Nord en Pas-de-Calais geregeerd worden door het Militärverwaltung in Belgien und Nordfrankreich ("Militair Bestuur in België en Noord-Frankrijk") tot juli 1944.

### Oprichting
Op 12 juli 1944 vond er een topontmoeting plaats tussen Hitler en andere hooggeplaatste nazi's die leidde tot de beslissing om een Reichskommissariat Belgien und Nordfrankreich in te stellen ter vervanging van het militaire bestuur, zoals met Nederland al meteen was gebeurd. De volgende dag ondertekende Hitler een decreet dat de oprichting bevestigde. Dit is opmerkelijk te noemen, omdat tegen die tijd het Duitse leger zich al terugtrok voor de geallieerden, die vijf weken eerder op D-Day in Normandië waren aangeland. Op 18 juli 1944 werd de Gauleiter van Gau Köln-Aachen Josef Grohé ook benoemd tot Reichskommissar van het territorium Reichskommissariat Belgien und Nordfrankreich of Reichskommissariat für die besetzte Gebiete von Belgien und Nordfrankreich.

### Geallieerde opmars
Op last van de Duitse bezetter werd in Vlaanderen de DeVlag onder de leiding van Jef van de Wiele de eenheidspartij (ten koste van de Eenheidsbeweging-VNV, die gematigder en eerder grootneerlandistisch was), in Wallonië Rex onder de leiding van Léon Degrelle. De collaborateurs behaalden een pyrrusoverwinning want toen in september 1944 de geallieerde tanks België binnenrolden, was ook hun rijk voorbij. Op 30 augustus had Van de Wiele zijn medestanders al opgeroepen naar Duitsland te vluchten, waar hij te Keulen aangesteld als Landsleider van het Vlaamsche volk, de voorzitter van de Vlaamsche Landsleiding – een soort nationaalsocialistische Vlaamse regering in ballingschap vormde; hetzelfde gold voor Degrelle. Vele van hun volgelingen vluchtten naar Duitsland waar ze nog werden ingelijfd in de Waffen-SS om in de laatste veldslagen van het Derde Rijk mee te vechten.

### Plannen voor de toekomst
Terwijl de nazi's amper nog militaire zeggenschap hadden in België, werd op 8 december 1944 Degrelle door de Duitse Minister van Buitenlandse Zaken Joachim von Ribbentrop aangesteld tot 'leider van het Waalse Bevrijdingscomité' en op 15 december 1944 Van de Wiele tot het Vlaamse. Een dag hierna lanceerde het Duitse leger het Ardennenoffensief in een poging Luxemburg en België te heroveren, maar verder dan enkele dunbevolkte streken in Zuid-België kwam men niet. De annexatieplannen zijn nooit verwezenlijkt. In een interview met een collaborateurskrant van 20 december 1944 zei Degrelle dat er nog geen beslissing was genomen over de toekomst van België, want 'de oorlog moet eerst nog gewonnen worden...' De Vlaamse collaborateurs waren het onderling ook oneens of Vlaanderen nu een Reichsland, Reichsmark of Reichsgau zou moeten heten. Van de Wiele maakte het weinig uit, als de Belgische staat maar gesplitst zou worden. Nadat het Ardennenoffensief half januari 1945 eindigde in een rampzalige Duitse nederlaag, verloren de nazi's alle interesse om nog met Van de Wiele plannen te smeden voor de toekomst van België, en richtten zich volledig op de verdediging van nazi-Duitsland. De opheffing van het Reichskommissariat Belgien-Nordfrankreich werd bezegeld met de volledige en onvoorwaardelijke Duitse overgave op 8 mei 1945.